# Two-by-Fours
Two-by-Fours è una serie a fumetti a singole vignette realizzata da Charles M. Schulz e Kenneth F. Hall e pubblicata in un volume nel 1965 dalla Warner Press. I protagonisti della serie, per la maggior parte di tema religioso, sono dei bambini. Il volume ottenne un ottimo successo.

## Storia editoriale
Il volume venne pubblicato nel 1965, subito dopo la conclusione della serie Ragazzi (Young Pillars), anch'essa di tema religioso e incentrata sugli adolescenti. Successivamente il volume venne ristampato nel giugno 1973 da Keats Publisher; nel 2004 le vignette di Schulz vennero ristampate nel volume Schulz's Youth della About Comics in appendice alla raccolta della striscia Young Pillars.
In Italia le vignette di Schulz sono state pubblicate da Comma 22 nel giugno 2009 nel volume Ragazzi, che ristampa la raccolta della About Comics del 2004.